# Dauletbike Yaxshimuratova
Dauletbike Kalbayevna Yaxshimuratova (ur. 4 grudnia 1991) – uzbecka zapaśniczka walcząca w stylu wolnym. Zajęła piętnaste miejsce na mistrzostwach świata w 2019. Piąta na igrzyskach azjatyckich w 2018. Brązowa medalistka mistrzostw Azji w 2020; piąta w 2016. Brązowa medalistka halowych igrzysk azjatyckich w 2017 roku.